# Поволиди
Поволи́ди (порт. Povolide) — район (фрегезия) в Португалии, входит в округ Визеу. Является составной частью муниципалитета  Визеу. По старому административному делению входил в провинцию Бейра-Алта. Входит в экономико-статистический  субрегион Дан-Лафойнш, который входит в Центральный регион. Население составляет 1959 человек на 2001 год. Занимает площадь 20,22 км².